# Cerexhe festival
Le Cerexhe festival, également nommé Festival Country de Cerexhe, est un festival de musique country situé à Cerexhe-Heuseux, dans la commune wallonne de Soumagne, en Belgique. Créé en 1985, le festival est organisé chaque année le troisième week-end de juillet, lors des festivités locales.
Plusieurs artistes de renommée comme Eagle-Eye Cherry ou Jean-Baptiste Guégan, sosie officiel de Johnny Hallyday, ont ainsi fait le détour au festival,.